# Nașa Russia
Nașa Russia (în rusă Наша Russia, pronunțat Nașa Rașa) este un serial de comedie rusesc produs de Comedy Club Production, care a apărut la postul de televiziune TNT în noiembrie 2006 cu participarea lui Pavel Volea și Garik Martirosian, cunoscuți datorită evoluției în Comedy Club. Producătorii proiectului sunt Semeon Slepakov și Artur Djanibekean. Este o adaptare în limba rusă a serialului englez Little Britain. Serialul este popular pintre mulți telespecatatori ruși, unele fraze din el devenind înaripate, iar eroii — „simboluri”: de exemplu, Ravșan și Djamșut au devenit simbolurile gastarbeiterilor. În pofida popularirății serialului, el a fost criticat de nenumărate ori pentru vulgaritate și orientare naționalistă împotriva tadjicilor.

## Ediții
Există 2 variante de numerotare a edițiilor:
| №         | Numerotație completă | Numerotație incompletă |
| --------- | -------------------- | ---------------------- |
| Sezonul 1 | 1-8                  | 1-8                    |
| Sezonul 2 | 9-20                 | 9-20                   |
| Sezonul 3 | 21-44                | 21-38                  |
| Sezonul 4 | 45-74                | 39-56                  |
| Sezonul 5 | 75-98                | 57-78                  |
| Sezonul 6 | 99-1??               | 79-9?                  |